# The Story Begins
The Story Begins es el extended play (EP) debut del grupo femenino de k-pop, Twice. El álbum fue lanzado digitalmente y físicamente el 20 de octubre el año 2015 por JYP Entertainment y distribuido por KT Music. El álbum contiene seis canciones, incluyendo el primer sencillo, «Like OOH-AHH», que fue compuesta por Black Eyed Pilseung y es una mezcla de varios géneros diferentes.

## Antecedentes y liberación
El 7 de octubre de 2015, JYP Entertainment lanzó el sitio web oficial de la banda y anunció a través de SNS que el grupo debutaría con el miniálbum The Story Begins y la pista título «Like OOH-AHH». La pista se describe como una pista de baile 'color pop' con elementos de hip-hop, rock, y R&B. El equipo de composición incluía a Black Eyed Pilseung, conocido por componer lanzamientos exitosos, tales como «Only You» de miss A.
Teasers que ofrecen cada una de las miembros de su vídeo musical fueron puestos en libertad desde el 12 al 14 de octubre de 2015. El 20 de octubre, el vídeo musical de la canción se publicó en línea y a través de la Naver V App.
Al cabo de cinco meses después de su lanzamiento, el vídeo musical de «Like OOH-AHH» logró 50 millones de visitas y reemplazó a «Fire» de 2NE1 como el vídeo musical debut más visto de cualquier grupo de K-pop. Siguió con 100 millones de visitas el 11 de noviembre de 2016, haciendo de Twice el cuarto grupo de chicas de K-pop en alcanzar este hito, así como el primer vídeo musical debut en hacerlo.

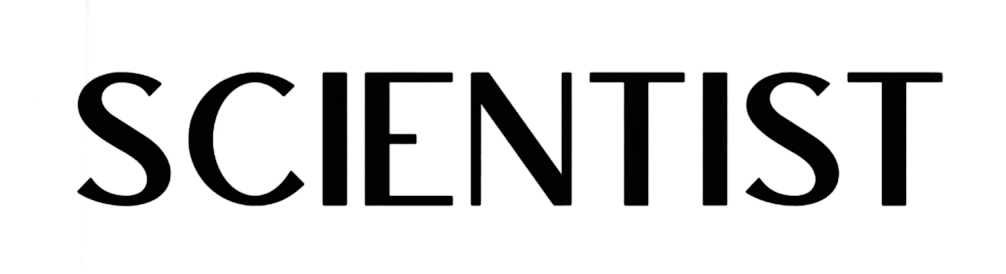
Scientist Era

## Promoción
Twice celebró un showcase en vivo el 20 de octubre, donde realizaron «Like OOH-AHH» junto con las pistas de baile «Must Be Crazy» y «Do It Again.»
El grupo comenzó a promover su canción «Like OOH-AHH» con el lado B «Do It Again» en los programas de música el 22 de octubre. Ellas presentaron primero las canciones en Mnet M!Countdown, seguido por actuaciones en KBS Music Bank, MBC Show! Music Core y SBS Inkigayo.

## Rendimiento comercial
The Story Begins debutó en el número cuatro en el Gaon Album Chart para la semana que terminó el 24 de octubre de 2015 y alcanzó el puesto número tres dos semanas más tarde. A partir de abril de 2016, el álbum ha vendido 70,647 copias en Corea del Sur y 12,141+ de copias en Japón.

## Futuros impactos y efectos
El 23 de septiembre de 2016, Twice lanzó sus dos colores oficiales, es decir, Albaricoque (Pantone 712 C) y Neón Magenta (Pantone 812 C), lo que significa que el grupo y su club de fanes llamado «Once», que también se basaron en los trajes utilizados en el vídeo musical de Like OOH-AHH. El 19 de octubre, Twice reveló su lightstick oficial adornado con sus colores oficiales apodado «Candy Bong», con bong significa stick (palo) en coreano, que se inspira en la canción «Candy Boy» de su primer miniálbum.

## Track listing
| N.º   | Título                                     | Letras                          | Música                                                                                | Arreglo                                                        | Duración |  |
| 1.    | «Like OOH-AHH» (OOH-AHH하게; Ooh-Ahh Hage) | Black Eyed Pilseung · Sam Lewis | Black Eyed Pilseung · Sam Lewis                                                       | Rado                                                           | 3:35     |  |
| 2.    | «Do It Again» (다시 해줘; Dasi Haejwo)     | J.Y. Park "The Asiansoul"       | Glen Choi (dj nüre) · Fingazz                                                         | Fingazz                                                        | 3:26     |  |
| 3.    | «Going Crazy» (미쳤나봐; Michyeonnabwa)    | Daniel Kim · Kebee (Rap)        | Jake K · 220 · Sophia Pae · Sam Gray                                                  | Jake K · 220                                                   | 3:01     |  |
| 4.    | «Truth»                                    | Choi Jin-seok                   | Anne Judith Wik · Nermin Harambasic · Tatiauna Matthews · Xin Xin Gao · Choi Jin-seok | Choi Jin-seok                                                  | 3:33     |  |
| 5.    | «Candy Boy»                                | Kim Eun-soo                     | Ryan Marrone · Julia Michaels · Chloe Leighton · Garrick Smith                        | Ryan Marrone · Julia Michaels · Chloe Leighton · Garrick Smith | 2:46     |  |
| 6.    | «Like a Fool»                              | Daniel Kim                      | Daniel Kim, Mayu Wakisaka                                                             | Daniel Kim                                                     | 3:34     |  |
| 19:55 |                                            |                                 |                                                                                       |                                                                |          |  |

## Producción de contenidos
Créditos adaptados de las notas del álbum.
Locaciones
- Grabado, diseñado y mezclado en JYPE Studios, Seúl, Corea del Sur
- Masterizado en The Mastering Palace, Nueva York, Nueva York y Suono Mastering, Seúl, Corea del Sur

Personal
- Jimmy Jeong – productor ejecutivo
- Jo Hae-seong – productor ejecutivo
- J. Y. Park "The Asiansoul" – productor
- Black Eyed Pilseung – coproductor
- Kim Yong-woon "goodear" – ingeniero de grabación y mezcla
- Jo Han-sol "fabiotheasian" – ingeniero de grabación y asistente de mezcla
- Choi Hye-jin – ingeniero de grabación
- Han Cheol-gyu – ingeniero asistente de grabación
- Lee Tae-seob – ingeniero de mezcla
- Dave Kutch – ingeniero de masterización
- Choi Hyo-young – ingeniero de masterización
- Go Ji-seon – ingeniero asistente de masterización
- Yoon Hee-so – coreógrafo
- Kim Hye-rang – coreógrafo
- Choi Hee-seon – estilista
- Im Ji-young – estilista
- Park Nae-joo – director de cabello
- Won Jeong-yo – director de maquillaje
- Jo Dae-young – diseño del álbum
- Kim Ah-mi – diseño del álbum
- Kim Young-jo (Naive Creative Production) – director de video musical
- Yoo Seung-woo (Naive Creative Production) – director de video musical
- Jang Deok-hwa – fotógrafo
- Rado – instrumentos de sesión y programación informática (em "Like OOH-AHH")
- Jihyo – voces de fondo (en "Like OOH-AHH", "Going Crazy", "Truth", "Candy Boy" y "Like a Fool")
- Fingazz – instrumentos de sesión y programación informática (en "Do It Again")
- Daniel Kim – productor vocal (en "Do It Again" y "Candy Boy"), ingeniero de mezcla (en "Going Crazy" y "Like a Fool"), voces de fondo (en "Candy Boy") e instrumentos de sesión, programación informática y guitarras (en "Like a Fool")
- Twice – voces de fondo (en "Do It Again")
- Kebee – director de rap (en "Going Crazy")
- 220 – sintetizador y batería (en "Going Crazy")
- Jake K – sintetizador (en "Going Crazy")
- Choi Jin-seok – instrumentos de sesión y programación informática (en "Truth")
- Ryan Marrone – instrumentos de sesión y programación informática (en "Candy Boy")
- Julia Michaels – instrumentos de sesión y programación informática (en "Candy Boy")
- Chloe Leighton – instrumentos de sesión y programación informática (en "Candy Boy")
- Garrick Smith – instrumentos de sesión y programación informática (en "Candy Boy")

## Posicionamiento en listas

### Listas semanales
| Listas (2015)               | Posición |
| --------------------------- | -------- |
| Japanese Albums (Oricon)    | 46       |
| South Korean Albums (Gaon)  | 3        |
| Taiwanese Albums (G-Music)  | 1        |
| US World Albums (Billboard) | 15       |

### Lista de fin de año
| Lista (2015)               | Posición |
| -------------------------- | -------- |
| South Korean Albums (Gaon) | 49       |

| Chart (2016)               | Posición |
| -------------------------- | -------- |
| South Korean Albums (Gaon) | 58       |

## Premios y nominaciones
| Año  | Premio                  | Trabajo nominado | Categoría | Resultado | Ref    |
| ---- | ----------------------- | ---------------- | --------- | --------- | ------ |
| 2016 | 25th Seoul Music Awards | «Like OOH-AHH»   | Bonsang   | Nominado  | [ 27 ] |

## Historial de Lanzamiento
| Región        | Fecha                                     | Formato              | Distribuidor                              | Ref.   |
| ------------- | ----------------------------------------- | -------------------- | ----------------------------------------- | ------ |
| Global        | 20 de octubre de 2015                     | Descarga digital     | JYP Entertainment, KT Music               | [ 28 ] |
| Corea del Sur | 20 de octubre de 2015                     | CD, descarga musical | JYP Entertainment, KT Music               | [ 29 ] |
| Taiwán        | 11 de diciembre de 2015 (Taiwan edition)  | CD, DVD              | JYP Entertainment, Universal Music Taiwan | [ 30 ] |
| Tailandia     | 12 de febrero de 2016 (Tailandia edition) | CD                   | JYP Entertainment, BEC-Tero Music         | [ 31 ] |